# Kolarstwo na Światowych Wojskowych Igrzyskach Sportowych 2015
Kolarstwo na Światowych Wojskowych Igrzyskach Sportowych 2015 – zawody kolarskie, które odbywały się w Mungyeongu w dniach 6–8 października 2015 roku podczas igrzysk wojskowych.

## Harmonogram
|  | Eliminacje | F | Finał |

| Konkurencja                           | 5 | 6 | 7 | 8 | 9 |
| Kobiety                               |   |   |   |   |   |
| ------------------------------------- | - | - | - | - | - |
| – Indywidualna jazda na czas          |   | F |   |   |   |
| – Wyścig ze startu wspólnego          |   |   |   | F |   |
| – Drużynowa jazda ze startu wspólnego |   |   |   | F |   |
| Mężczyźni                             |   |   |   |   |   |
| – Indywidualna jazda na czas          |   | F |   |   |   |
| – Wyścig ze startu wspólnego          |   |   | F |   |   |
| – Drużynowa jazda ze startu wspólnego |   |   | F |   |   |

## Medaliści

### Mężczyźni
| Konkurencja                         | Złoto | Srebro | Brąz                                                                                                |
| Indywidualna jazda na czas          | Brazylia · Magno do Prado                                                                                                 | Iran · Behnam Khosroshahi | Iran · Alireza Haghi                                                                                |
| Wyścig ze startu wspólnego          | Korea Południowa · Park Kyoung-ho                                                                                         | Korea Południowa · Park Keon-woo | Rosja · Aleksei Tcatevich                                                                           |
| Drużynowa jazda ze startu wspólnego | Korea Południowa · Choi Seung-woo · Jang Ji-ung · Jung Ji-min · Kang Suk-ho · Oh Tae-hee · Park Keon-woo · Park Kyoung-ho | Francja · Bruno Armirail · Lucien Capot · Julien Gonnet · Vincent Graczyk · Olivier Lefrancois · Adrien Quinio · Benoit Sinner · Etienne Tortelier | Niemcy · Marcel Kalz · Jonas Koch · Michel Koch · Alexander Mueller · Stefan Schaefer · Kevin Vogel |

### Kobiety
| Konkurencja                         | Złoto                                                                                           | Srebro                                                                            | Brąz                                   |
| Indywidualna jazda na czas          | Rosja · Natalja Bojarskaja                                                                      | Brazylia · Ana Paula Polegatch                                                    | Rosja · Świetłana Wasilijewa           |
| Wyścig ze startu wspólnego          | Rosja · Natalja Bojarskaja                                                                      | Brazylia · Clemilda Fernandes                                                     | Brazylia · Janildes Fernandes          |
| Drużynowa jazda ze startu wspólnego | Brazylia · Clemilda Fernandes · Janildes Fernandes · Flávia Oliveira · Uênia Fernandes de Souza | Rosja · Natalja Bojarskaja · Yuria Ilinykh · Svetlana Vasilieva · Irina Molicheva | Belgia · Kaat Hannes · Maaike Polspoel |

## Klasyfikacja medalowa
* Gospodarz zawodów został zaznaczony tym kolorem.
| Miejsce           | Reprezentacja      | Złoto | Srebro | Brąz | Razem |
| ----------------- | ------------------ | ----- | ------ | ---- | ----- |
| 1                 | Brazylia           | 2     | 2      | 1    | 5     |
| 2                 | Rosja              | 2     | 1      | 2    | 5     |
| 3                 | Korea Południowa * | 2     | 1      | 0    | 3     |
| 4                 | Iran               | 0     | 1      | 1    | 2     |
| 5                 | Francja            | 0     | 1      | 0    | 1     |
| 6                 | Belgia             | 0     | 0      | 1    | 1     |
| 6                 | Niemcy             | 0     | 0      | 1    | 1     |
| Ogółem (7 państw) | Ogółem (7 państw)  | 6     | 6      | 6    | 18    |

Źródło